# Selena y los Dinos (álbum)
Selena y los Dinos es el primer álbum de estudio de Selena y los Dinos, lanzado por la disquera Freddie Records en 1984. Este LP no tuvo éxito en ventas, a pesar de haber gozado de una buena exposición en las emisoras de radio con el sencillo «Ya se va». Se volvió a publicar en 1995, después de la muerte de Selena, con el nuevo título de Mis primeras grabaciones.

## Antecedentes
Cuando el padre de Selena, Abraham Quintanilla Jr., descubrió que su hija podría cantar rápidamente no perdió tiempo y formó una banda con ella y sus hermanos. Selena en 1975 con sólo 4 años comenzó a grabar algunas canciones, algunas de las cuales más adelante se incluyeron en el primer LP Selena y los Dinos. 
Selena hace su debut musical en el restaurante de su padre Papa Gayo's en 1980. En 1983, comienza a grabar algunas canciones para su LP debut y al año siguiente firma un contrato de grabación con la discográfica local Freddie Records. Selena después del lanzamiento de su primer LP, comenzó a presentarse en conciertos alrededor de Texas para poder promoverlo.

## Producción y desarrollo
El éxito los acompañó desde pequeños, gracias a la decisión y la constancia que día a día le imprimían en cada uno de los ensayos, mismos que en 1984 rindieron frutos al tener la oportunidad de grabar su primer LP con Freddie Martínez, quien poseía uno de los sellos disqueros Méxicotejanos más viejos y mejor establecidos. Dicha producción llevó por nombre Selena y los Dinos, y fue el inicio de una brillante carrera musical. "Mi papá nos hacía ensayar a mis hermanos y a mí dos horas diarias, para acoplarnos como grupo", externó Selena en una de las últimas entrevistas que dio. A partir de esto, la vida de aquella niña cambiaría para siempre y de ahí en adelante llegarían arduas jornadas de trabajo en torno a la música y al acoplamiento de los Dinos. Aunque el disco no se viendió bien, comenzaban a consolidares más como grupo y tras algunas presentaciones y shows de música tejana, en los cuales incluían géneros como cumbia, polca, y reggae, decidieron dejar esa firma y cambiarse al sello Cara Records. Tiempo después, se establecieron con la compañía Manny Labels. Mientras, Selena emergió como cantante, A.B., se convirtió en escritor y productor. Estaba motivado por la necesidad de darle a su hermana temas fuertes y originales. "No teníamos canciones. Estábamos buscando material constantemente, hasta que un día mi padre me dijo que tenía que meterme al cuarto y partirme la cabeza hasta que lograra escribir algo bueno", comentó A.B., quien en uno de los tantos esfuerzos compuso "Dame un beso", que logró ser un éxito moderado. Así fue como A.B., se convirtió en el compositor y productor de la banda y rápido llegó a ser el compositor de cabecera de Selena. Otro miembro de la agrupación, llamado Ricky Vela, también escribió en algunas ocasiones en colaboración con A.B.

## Listado de canciones
| N.º | Título                    | Escritor(es)         | Duración |  |
| 1.  | «Ya se va»                | Jorge A. Ramíez      | 3:31     |  |
| 2.  | «Cruzaré la montaña»      | Juan H. Barrón       | 3:16     |  |
| 3.  | «Se acabó aquel amor»     | Abraham Quintanilla  | 3:28     |  |
| 4.  | «Ya lo sé que tú te vas»  | Juan Gabriel         | 3:24     |  |
| 5.  | «Parece que va a llover»  | Antonio Matas        | 2:56     |  |
| 6.  | «Tres veces no»           | Camilo Blanes        | 2:51     |  |
| 7.  | «Give Me One More Chance» | A.B. Quintanilla III | 3:25     |  |
| 8.  | «Tú, solamente tú»        | Camilo Blanes        | 2:58     |  |
| 9.  | «Lo tanto que te quiero»  | Quintanilla          | 3:41     |  |
| 10. | «Call Me»                 | Quintanilla III      | 3:08     |  |